# Aeroportul El Bayadh
Aeroportul El Bayadh (IATA: EBH, ICAO: DAOY) este un aeroport din Algeria ce deservește zona El Bayadh.
Situat la o altitudine de 1.366 m, aeroportul dispune de o singură pistă.